# Genaren Creek
Genaren Creek är ett vattendrag i Australien. Det ligger i delstaten New South Wales, i den sydöstra delen av landet, omkring 350 kilometer nordväst om delstatshuvudstaden Sydney.
Omgivningarna runt Genaren Creek är i huvudsak ett öppet busklandskap. Runt Genaren Creek är det mycket glesbefolkat, med 2 invånare per kvadratkilometer.  Genomsnittlig årsnederbörd är 572 millimeter. Den regnigaste månaden är mars, med i genomsnitt 95 mm nederbörd, och den torraste är oktober, med 6 mm nederbörd.